# أهلية مناعية
الأهلية المناعية (بالإنجليزية: Immunocompetence)‏ هي قدرة الجسم على إنتاج استجابة مناعية طبيعية بعد التعرض لمستضد. إن مصطلح الأهلية المناعية معاكس لمصطلح نقص المناعة أو عوز المناعة أو عدم أهلية المناعة.
من الأمثلة على نقص المناعة:
- طفل حديث الولادة جهاز المناعي غير مكتمل لكنه يمتلك أجساما مضادة منقولة من الأم، وهذه حالة عوز مناعة.
- مريض الإيدز، ويشكو من فشل في الجهاز المناعي، وهذه حالة عدم أهلية المناعة.
- أشخاص تلقوا عضوا منقولا يتعاطون أدوية لمنع رفض العضو المزروع، وهذه حالة نقص المناعة.

تنصح مراكز مكافحة الأمراض واتقائها في الولايات المتحدة يتطعيم الأشخاص الميحيطين بمرضى نقص المناعة بلقاح الحصبة والنكاف والحصبة الألمانية ولقاح الحماق ولقاح الفيروس العجلي وحسب برامج التلقيح أو التطعيم القياسية بالإضافة لجرعة سنوية من لقاح الإنفلونزا. يمكن تلقي أنواع اللقاحات الأخرى من دون أي مشكلة مع برامج التطعيم القياسية باستثناء لقاح الجدري. يجب أن لا يتلقى المرضى من ذوي الأهلية المناعية أي لقاح حي موهن (فيروسي أو بكتيري) لكنهم يمكن أن يتلقون لقاحات خاملة.
بالحديث عن الخلايا اللمفاوية، فإن المرضى من ذوي الأهلية المناعية لديهم خلايا تائية وبائية ناضجة يمكنها ملاحظة المستضدات مما يحفر الجهاز المناعي.